# عمرو طارق
عمرو طارق (عربی: عمرو طارق؛ زادهٔ ۱۷ مهٔ ۱۹۹۲) یک ورزشکار اهل مصر است.
از باشگاه‌هایی که در آن بازی کرده‌است می‌توان به باشگاه فوتبال وولفسبورگ و باشگاه فوتبال رئال بتیس اشاره کرد.
وی همچنین در تیم ملی فوتبال Egypt U20 بازی کرده است.